# Estádio Helvídio Nunes
Estádio Helvídio Nunes – stadion piłkarski, w Picos, Piauí, Brazylia, na którym swoje mecze rozgrywa klub Sociedade Esportiva Picos.